# Lete (fiume dell'oblio)
Il Lete è il fiume dell'oblio della mitologia greca e romana. Era originariamente il nome della figlia della dea Eris.

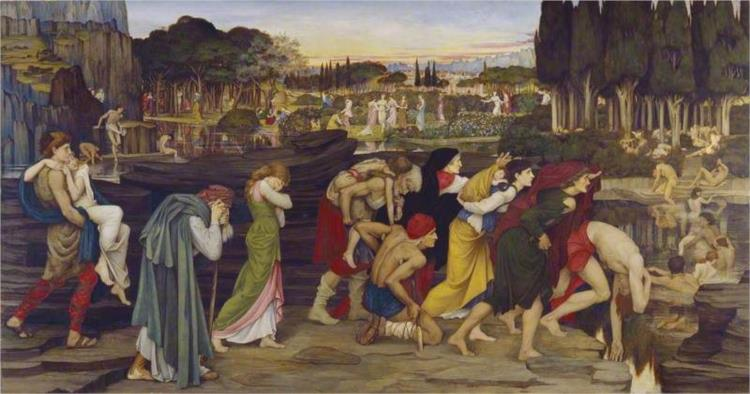
Le acque del fiume Lete, a cui accorrono una moltitudine di anime assetate (dipinto di John Roddam Spencer Stanhope, 1880)

## Il Lete (o Amelete) da Platone a Virgilio
Il fiume è presente nel X libro della Repubblica di Platone, dove viene narrato il mito di Er, disceso nell'oltretomba per conoscere i misteri della reincarnazione delle anime.
Nei frammenti degli orfici troviamo la raccomandazione, agli iniziati che sono giunti nell'aldilà e si apprestano ad entrare in una nuova vita, di non bere alle acque di questo fiume, o di astenersene quanto più possibile, per mantenere la memoria di sè, cercando di far tesoro del proprio passato per conseguire un superiore livello di saggezza, perché chi ne chi bevesse troppo andrebbe incontro a un inevitabile oblio o dimenticanza.
L'opera latina più famosa che ne parla è l'Eneide di Virgilio, nel VI libro, dove le anime dei Campi Elisi vi si tuffano quando devono reincarnarsi dimenticando le vite passate, secondo la concezione pitagorica della metempsicosi. Le anime che per fato devono cercare un altro corpo, bevono sicure acque e lunghe dimenticanze sull'onda del fiume Lete (En., VI 714-715). 

## Il Lete nella letteratura medievale e moderna
Il Lete è citato da Dante Alighieri nel Purgatorio: Dante immagina che in questo fiume, situato nel paradiso terrestre, sul monte del Purgatorio, si lavino le anime purificate prima di salire in Paradiso, per dimenticare le loro colpe terrene. Dante lo chiama però Letè, per la sua difficoltà nel riconoscere gli accenti nei nomi di derivazione greca. Accanto al Letè scorre il fiume del ricordo delle cose buone del proprio passato, l'Eunoè; i due fiumi potrebbero essere ricollegati ad antiche fonti di un sito oracolare della Beozia, dove scorrevano appunto Lete e Mnemosine, e dove bevevano i pellegrini.
Sul mito di due fonti di segno opposto sarebbero nati molti episodi di opere letterarie nelle letterature europee moderne, soprattutto nel Quattrocento.
Il Lete ha un ruolo importante all'interno della tragedia goethiana del Faust, e ricorre spesso anche in poesie di Baudelaire.
Ludovico Ariosto, nel suo Orlando Furioso, ne parla.

## Etimologia
Il toponimo del mitologico fiume Lete, ἡ Λήθη, il fiume dell'oblio, viene da λανθάνω che significa "sono nascosto": preceduto da un α privativo, indica disvelamento, rivelazione: "quindi ἀλήθεια è lo stato del non essere nascosto", ed in questo senso è stato oggetto della speculazione filosofica di Martin Heidegger.